# Cattedrale di Saintes
La basilica concattedrale di San Pietro è uno dei principali edifici religiosi di Saintes, secondo per grandezza del dipartimento della Charente Marittima, in Francia.
Essa fu la sede della diocesi del Saintonge fino al 1802, quando la diocesi fu riunita a quella di Aunis, la cui sede venne posta a La Rochelle. Spogliata del suo titolo di chiesa cattedrale, papa Pio IX, con un breve apostolico del 22 gennaio 1852, istituì la diocesi di La Rochelle, di cui è ora concattedrale.
La chiesa di San Pietro di Saintes è stata classificata Monumento storico di Francia dal 1862 e il suo chiostro, ad essa collegato, lo fu il 9 giugno 1937.

## Storia
L'attuale cattedrale sostituì, nell'XI secolo, un santuario fatte erigere sotto l'episcopato del vescovo Palladius nel VI secolo, che era andato distrutto a causa di un incendio. Il vescovo Pierre de Confolens (in carica dal 1112 al 1127), fece redigere il progetto di un nuovo edificio del quale rimane unica testimonianza il braccio meridionale del transetto, dotato di una cupola e di muri doppi d'arcata a tutto sesto all'esterno. Nel XIII secolo vennero aggiunti alla cattedrale un chiostro e le residenze per i canonici.
All'inizio del XV secolo la cattedrale romanica si trovava in un profondo stato di abbandono. Nel 1420, il parziale sfondamento delle sue volte causò la morte di un uomo, il che convinse le autorità religiose alla ricostruzione totale dell'edificio. I lavori ebbero inizio poco dopo, durante il periodo di episcopato del vescovo Guy II de Rochechouart.
All'edificio romanico successe una chiesa di stile gotico fiammeggiante, ancora in cantiere durante la visita del re Luigi XI, avvenuta nel 1472. La nuova cattedrale fu elevata allora su tre livelli, con un triforio marcante il limite fra le arcate e le finestre più alte. Le tracce di una copertura a soffitta sono ancor oggi visibili dietro la torre. Il colmo raggiungeva i 39 metri di altezza.
A parte il campanile, l'edificio era quasi terminato quando scoppiarono le guerre di religione. Nel 1568 le truppe ugonotte al comando di François de Coligny d'Andelot, saccheggiarono la cattedrale, martellandone il portale e spezzando in due la statua di Carlomagno, situata a destra del medesimo. Allo stesso modo una parte delle cappelle poste a raggiera intorno al coro, furono distrutte o mutilate e l'arredamento saccheggiato, dopo di che fu dato l'ordine di scalzare i pilastri della navata, provocandone il crollo.
La navata venne ricostruita a partire dal 1585. Tuttavia, per mancanza di mezzi, questa non venne ricostruita che per due terzi dell'altezza iniziale, il che spiega la presenza di archi rampanti che danno sul vuoto. Le volte a crociera di ogiva non furono reinstallate, ma sostituite da una volta a crociera in mattoni (rimosse nel 1926). Solo le navate laterali furono nuovamente dotate di crociere d'ogiva. Una seconda tornata ricostruttiva ebbe luogo durante l'episcopato di Luigi II di Bassompierre (in carica dal 1648 al 1676) e del suo successore Guillaume V Du Plessis de Gesté' (in carica dal 1677 al 1702). Il coro venne ricostruito a partire dal 1660 e dotato di una volta rivestita evocante il guscio di una nave rovesciato. Ricoperta da uno strato di gesso, essa ne fu sgombrata nel corso di una campagna di restauro negli anni 1970.
La cattedrale non ebbe a patire durante il periodo rivoluzionario. La cosa tuttavia non valse per chi ne era titolare dal 1781. Nel 1791 il vescovo Pierre-Louis de la Rochefoucauld fu arrestato per essersi rifiutato di prestare il giuramento costituzionale. Imprigionato alla prison des Carmes di Parigi insieme ad un centinaio di altri ecclesiastici, fu una vittima dei massacri di settembre il 2 settembre 1792. Nel 1852 tuttavia, papa Pio IX, con un suo breve apostolico cambiò il nome alla nuova diocesi in diocesi di La Rochelle e Saintes e la chiesa riebbe il suo titolo di cattedrale (concattedrale). Nel 1871 fu elevata al rango di basilica minore.

## Descrizione generale

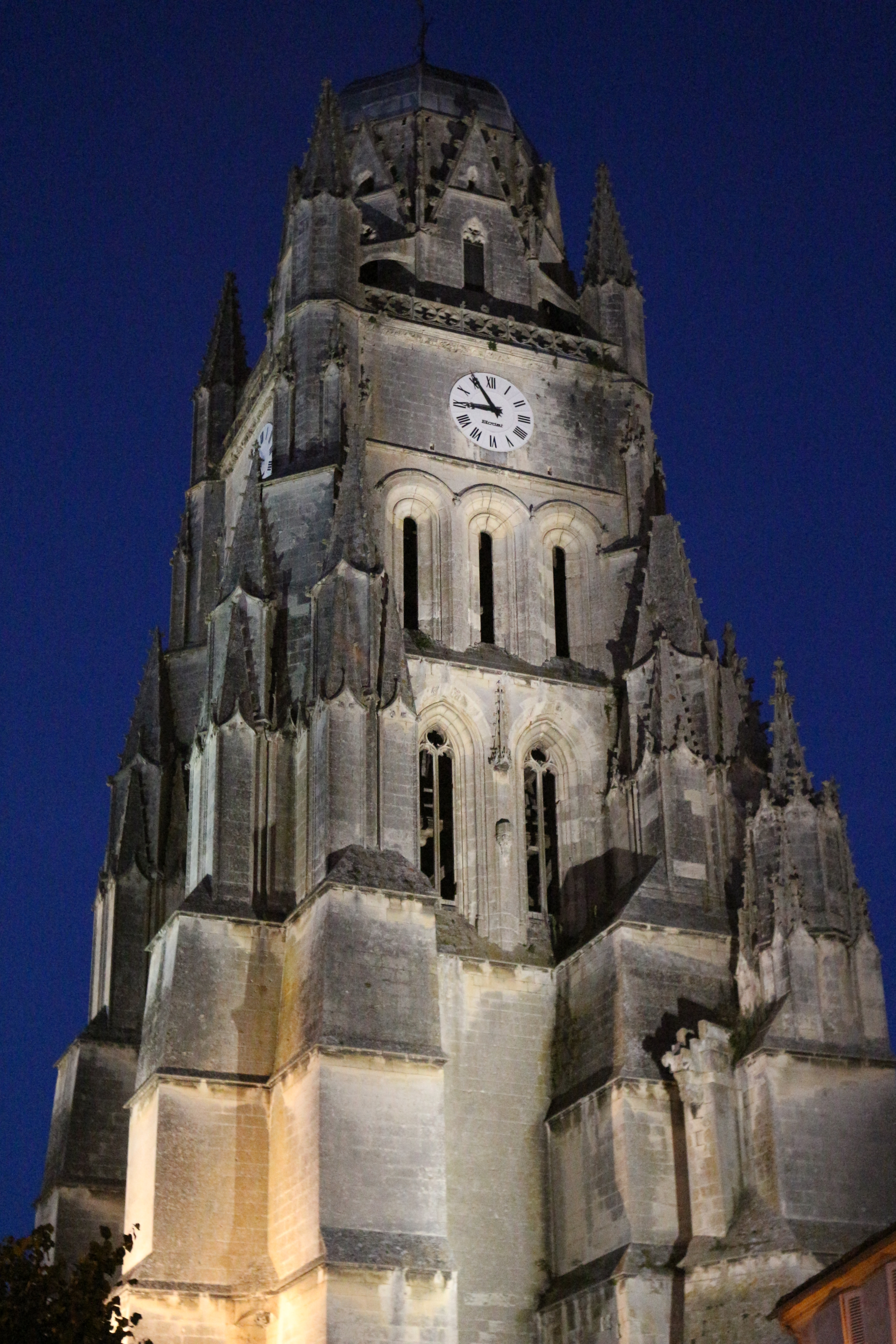
Cattedrale di San Pietro di notte

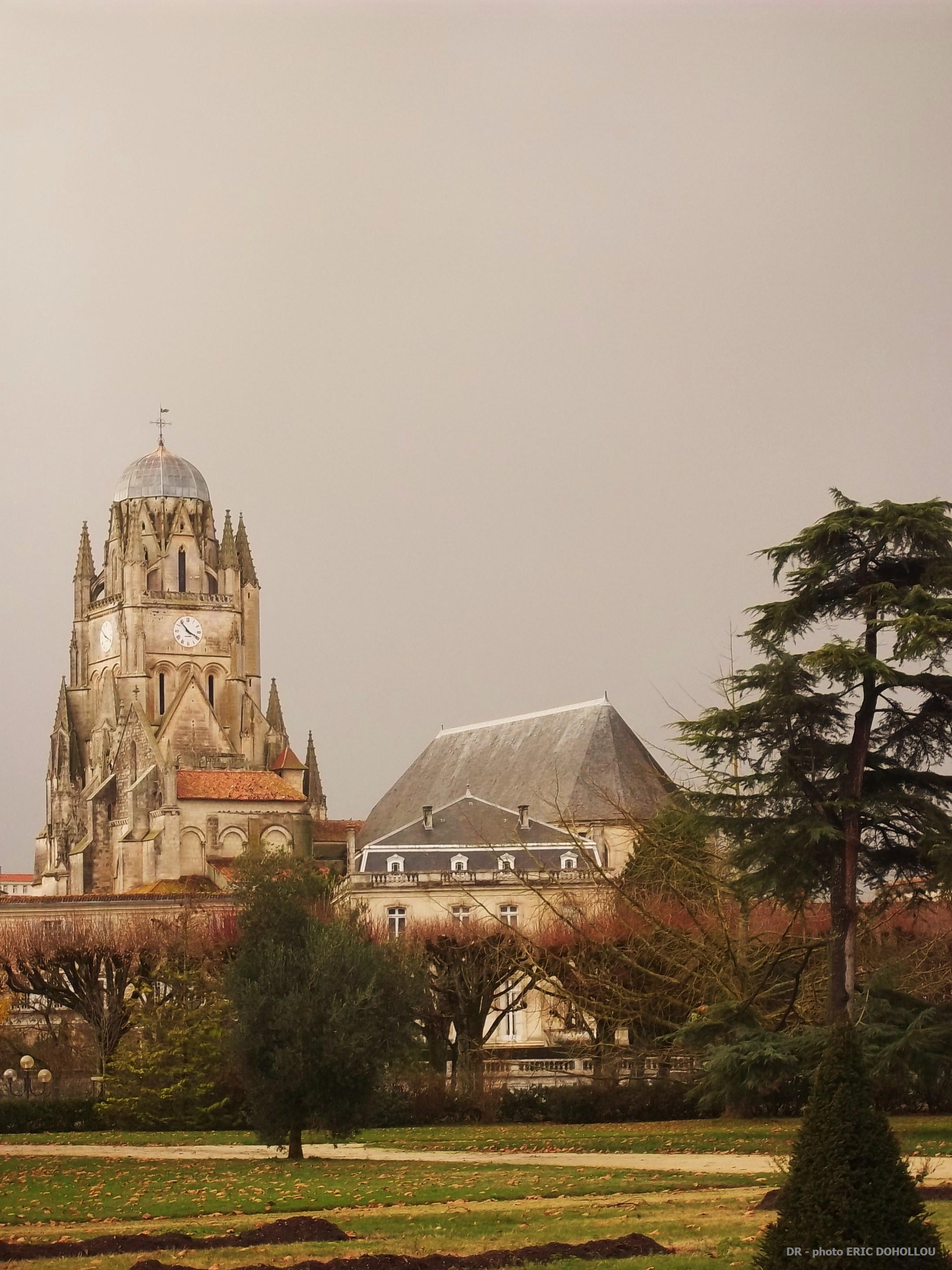
Cattedrale di San Pietro a Saintes: vista dai giardini pubblici

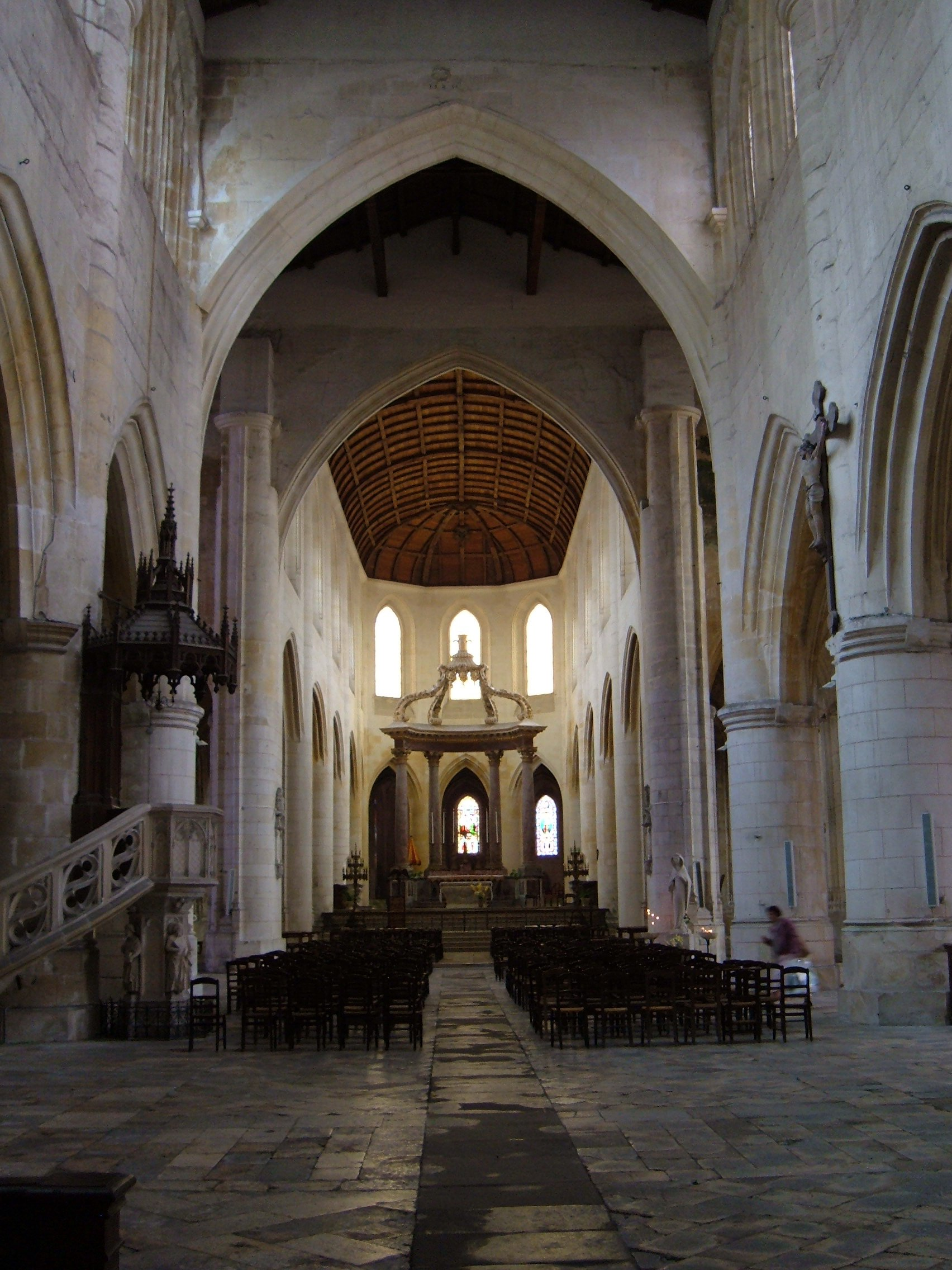
L'interno attuale della cattedrale

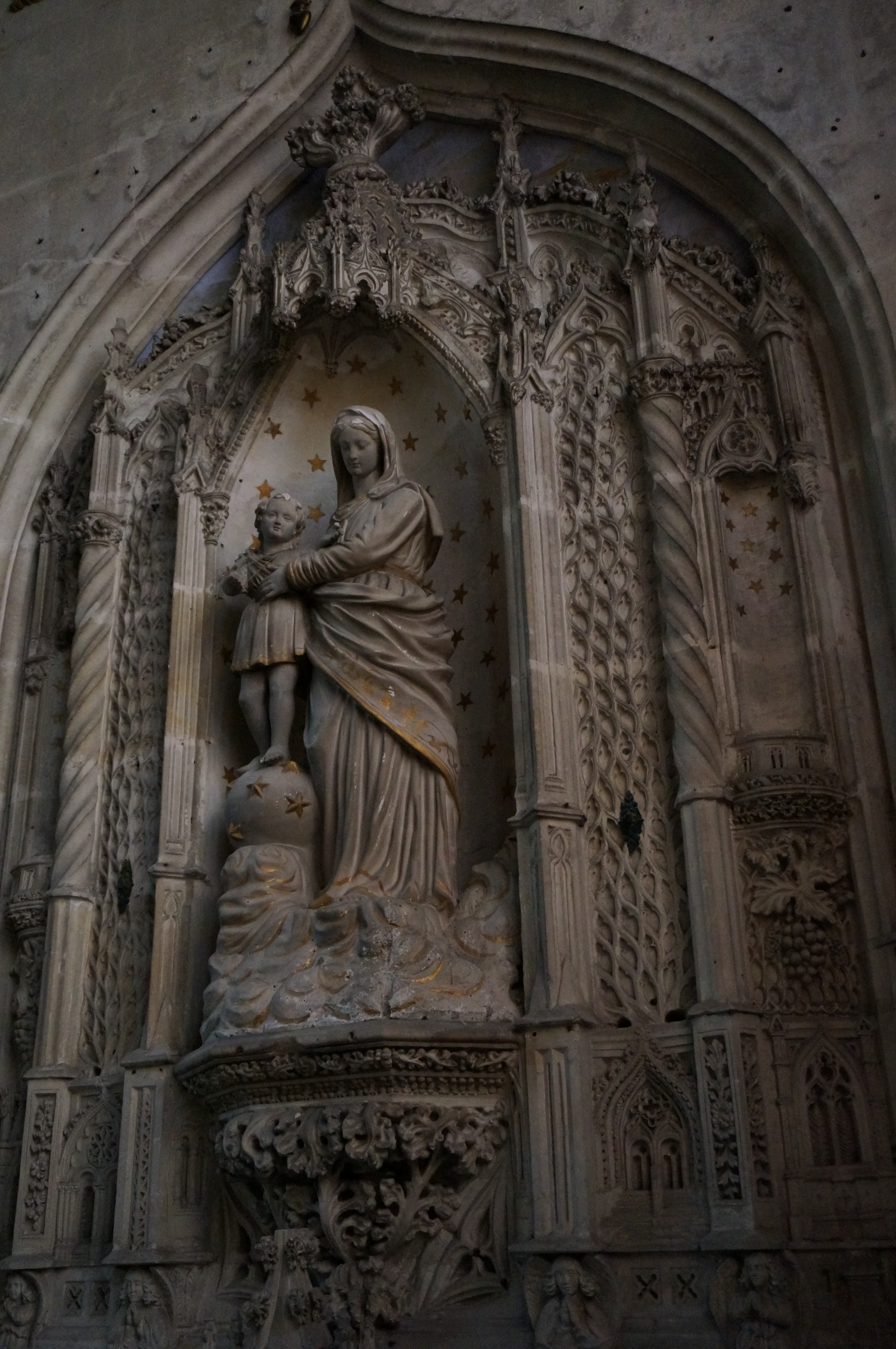
Cappella dei Santi sacramenti

### Il campanile
Uno degli elementi più notevoli della cattedrale di San Pietro a Saintes è il suo campanile-portico, che domina il paesaggio urbano dell'antica capitale del Saintonge. Dominando i tetti della città di circa 58 m, doveva all'origine sostenere una guglia in pietra che ne aveva portato l'altezza a 96 metri. Rimasto incompiuto a causa delle guerre di religione, è stato ricoperto con una cupola in rame che gli conferisce una silhouette atipica. Una scala a chiocciola, risalente al XV secolo, permette di raggiungere la piattaforma sommitale.

### Il portale
Il portale occidentale è formato da un'ogiva in arco a sesto acuto a quattro voltine sulle quali vi sono rappresentazioni di angeli, apostoli e di personaggi dell'Antico Testamento. Queste sculture si dividono in quattro angeli per lato più cinque personalità (vescovi, costruttori, ecc.) più sei personalità (cavalieri, vescovi, ecc.) ed infine sette apostoli.

### La navata
La navata di quattro campate è stata severamente danneggiata durante le guerre di religione. Ricostruita ai due terzi della sua altezza iniziale nell'ultima parte del XVI secolo, ha perso il suo triforio e le sue volte a crociera di ogiva. Un'opera di carpenteria lasciata a vista copre l'insieme dal 1926. La navata centrale è affiancata da due navate laterali più basse coperte da volte esapartite. Larghe aperture ad armatura in gotico fiammeggiante ricordano l'edificio del XV secolo.

### Gli organi
Installati su una tribuna dominante la navata centrale, i grandi organi sono stati posti nella cattedrale nel 1626. Opere del fabbricante Jehan Ourr, sono stati ripresi nel XVIII secolo. Le dimensioni del buffet sono 3.34 metri di altezza su 6.24 a, metri di larghezza e 1.57 metri di spessore.
È caratterizzato da una decorazione rococò comprendente una statua del re Davide mentre suona l'arpa.
Il buffet è classificato Monumento storico di Francia dal 1943, mentre l'organo in sé lo è dal 1973.
I due bracci del transetto sono coperti da cupole; mentre il braccio settentrionale è stato in gran parte ricostruito nel XIV secolo e poi ancora nel XVI, quello meridionale risale fondamentalmente al XII: si tratta dell'unica vestigia che rimane della cattedrale romanica eretta da Pierre de Confolens. Un loculo del XIII secolo si trova nel muro a sud.
Mentre l'absidiola del braccio sud si è conservata ed accoglie un retablo del XVIII secolo, quella del braccio nord fu abbattuta dalle armate ugonotte.

### Tesoro e coro
Il braccio meridionale del transetto dà accesso al chiostro dei canonici, uno dei più rari di questo tipo in Francia. Ad oggi ne rimangono le gallerie sud e ovest, che accolgono alcune pietre tombali di canonici.
Una costruzione annessa consente ugualmente di accedere al tesoro della cattedrale, uno dei più importanti della regione Poitou-Charentes Tra gli oggetti esposti troviamo un calice in argento cesellato, opera dell'orefice François-Daniel Imlin, una tavola del XVIII secolo rappresentante la conversione di santa Estella, un crocifisso in argento con decorazione rococò, datato 1776, o ancora delle ampolline in porcellana del XVIII secolo.
Le coro della cattedrale è coperto da una volta rivestita a forma di carena di nave capovolta. Circondato da un deambulatorio, esso conserva solo quattro delle quindici cappelle disposte a raggera, in quanto le altre furono distrutte dagli ugonotti. Tra le cappelle rimaste. Quella assiale, detta chapelle de la Psalette integra elementi tardo-gotici e motivi prefiguranti il Rinascimento. Realizzata fra il 1515 e il 1520, ospita le tombe di due decani del Capitolo.
L'elemento centrale del coro è il ciborio, realizzato nel XIX secolo utilizzando materiale recuperato dall'arredo dell'Abbazia delle Dame di Saintes. Esso è composto da quattro colonne di marmo rosso che sostengono una trabeazione a forma di emiciclo. Offerte alla cattedrale da Napoleone Bonaparte, allora primo console, non furono assemblate in modo da formare un altare maggiore a baldacchino che nel 1822, a causa della precarietà delle finanze della chiesa a quel tempo. L'opera, realizzata dal marmista Penaud, dal muratore Morisson, dall'ebanista Fragnaud e dal pittore e indoratore Riche, fu acquisita solo nel 1826.

### Le cappelle
- La cappella delle anime del purgatorio, la quale, oltre all'altare, ospita monumento ai caduti della prima guerra mondiale e contiene due dipinti classificati: Un monaco in preghiera, del XVIII secolo, e La Vergine che intercede per le anime del purgatorio.
- La cappella delle confessioni, che oltre a due tavole raffiguranti san Pietro, classificate, ha un altare.
- La cappella assiale cappella de la Psalette, detta dei Tourette, famiglia che partecipò alla sua costruzione in stile tardo-gotico e con motivi prefiguranti il Rinascimento Realizzata tra il 1515 e il 1520, ospita le tombe dei due decani del capitolo.[8]
- La cappella dei fonti battesimali, che contiene anche un dipinto su san Giovanni Battista ed un ciborio.
- La cappella Harpain, per Marie Eustelle, giovane donna rappresentata sulla vetrata.
- La cappella de Marie-Madeleine, con una tavola di Antoine Reissener, La nascita della Vergine, del XIX secolo.
- La cappella di Notre-dame du Miracle, che oltre all'altare contiene un dipinto raffigurante un monaco orante.
- La cappella di la Rochefoucauld, dedicata a Pierre Louis de la Rochefoucauld-Bayers.
- La cappella del Santissimo Sacramento, con altare, lavabo, tabernacolo, credenza e retablo del XIX secolo, classificati come anche le sue vetrate rappresentanti i patriarchi.
- La cappella del Bambin Gesù.
- La cappella dello Spirito Santo e di Lourdes.
- La cappella San Michele, in refettorio, che ospita una dedica del XVI secolo a Charles Guitard e che è classificata.
- La cappella di Vivonne, dedicata a Jean de Vivonne e che contiene una tavola Eutrope et Estelle e che è classificata.

## Immagini del portale

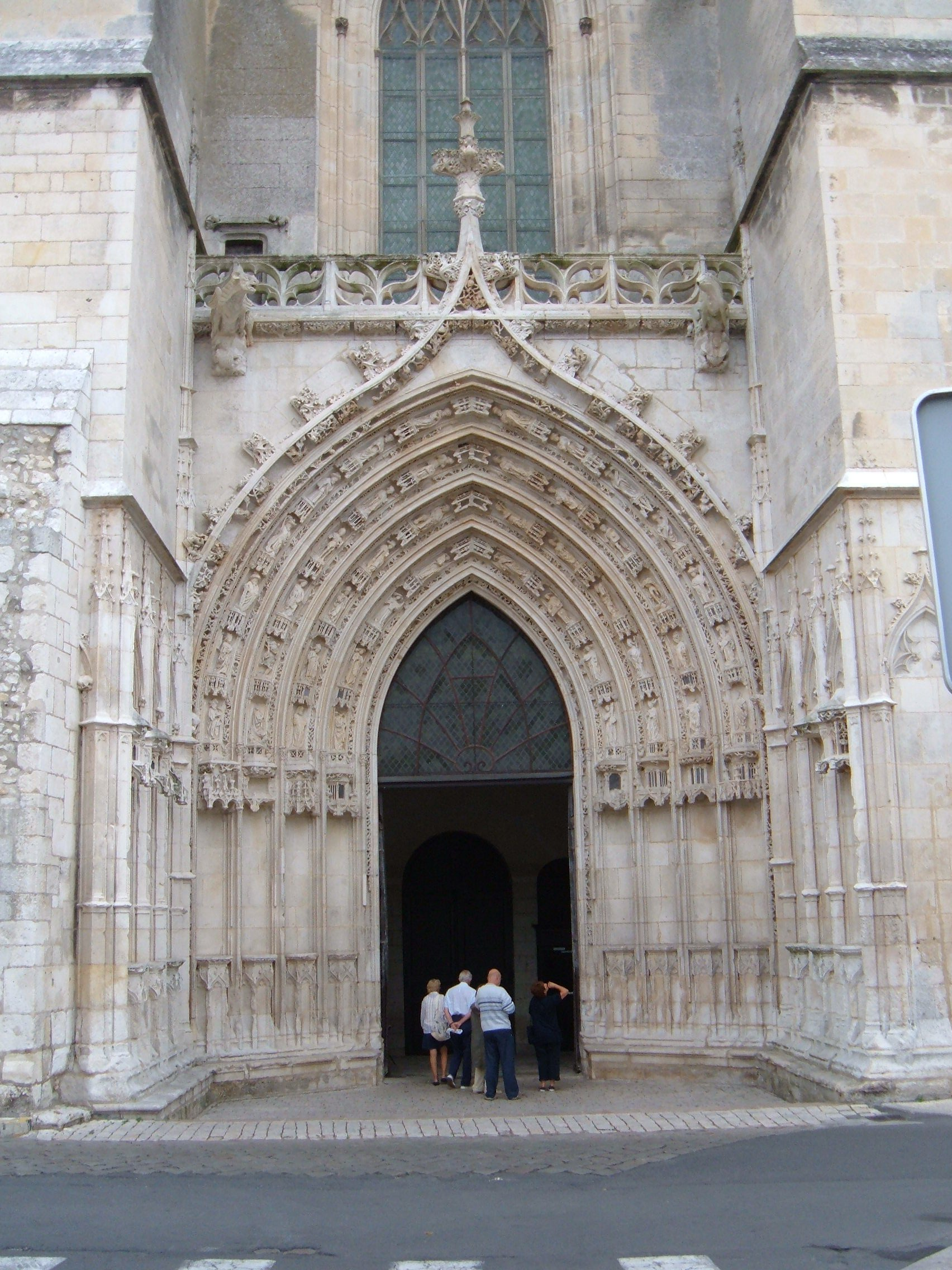
Il portale occidentale è rappresentativo della scultura tardo-gotica nel sud-ovest della Francia.
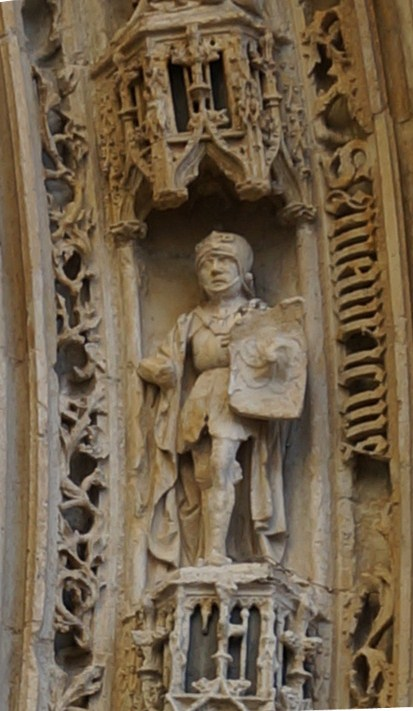
Guerriero.
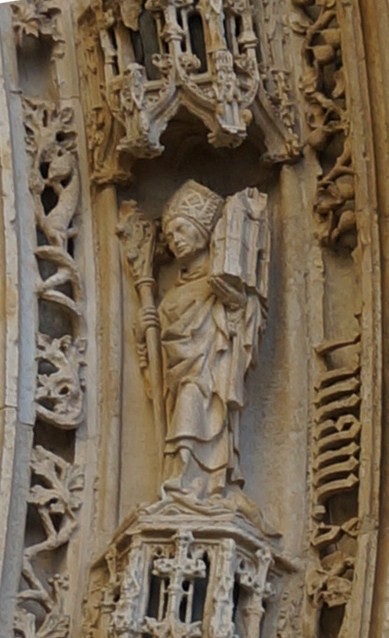
Vescovo costruttore.
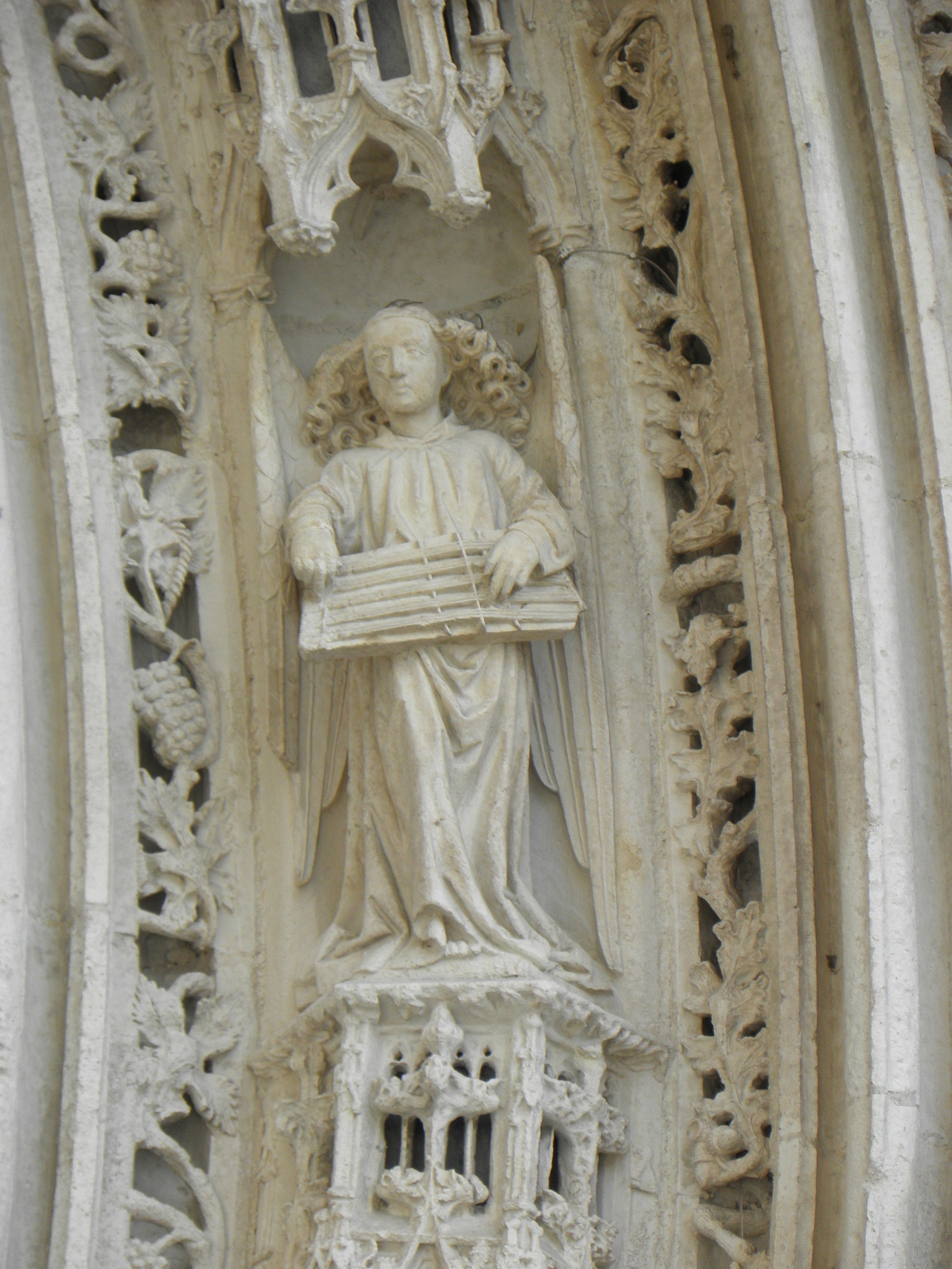
Musico.
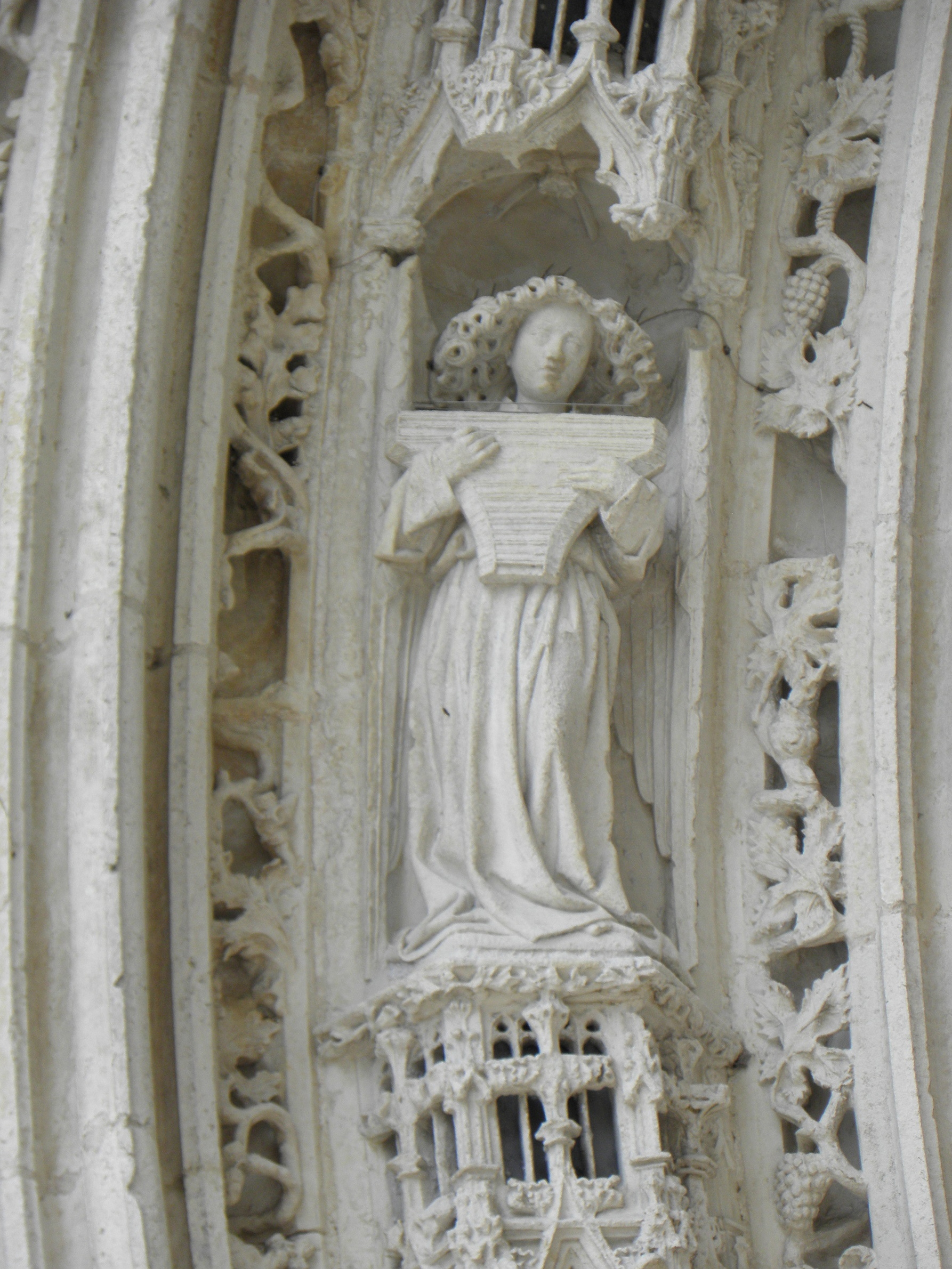
Musico.
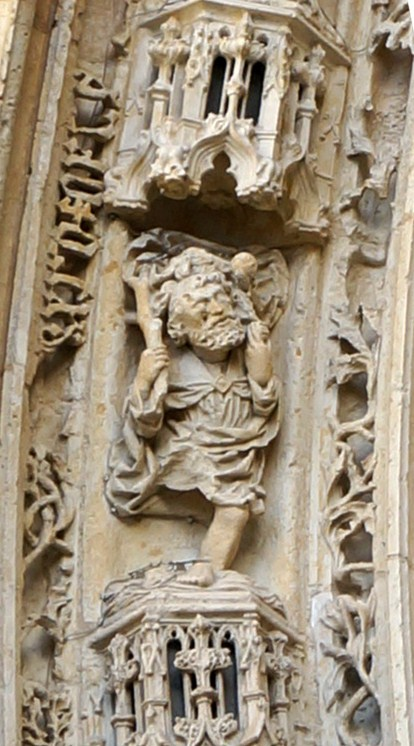
Personalità.
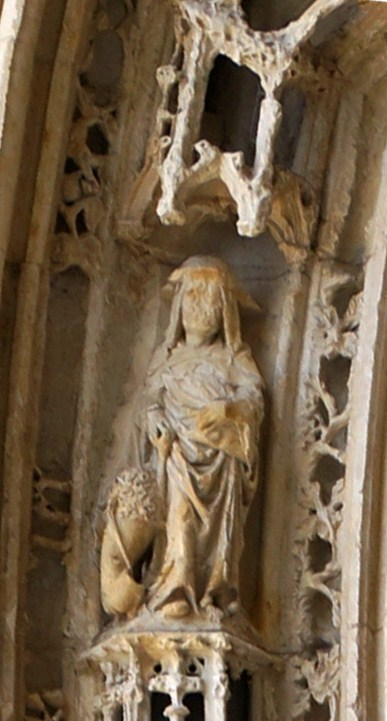
Abate.

## Pellegrinaggi
La cattedrale è meta d'un pellegrinaggio à Notre-Dame-du-Miracle, la cui statua è situata alla crociera del transetto. Questo culto, d'origine medievale, fa seguito a una presunta apparizione della Vergine nella cattedrale. Rimasto vivo fino alla rivoluzione, il culto è stato solennemente reintrodotto l'8 dicembre 1954 dal vescovo coadiutore della diocese di La Rochelle e Saintes, Xavier Morilleau.

## Benefattori e visitatori celebri
Papa Urbano II celebrò la messa di Pasqua nell'antica cattedrale nel 1096.
Il Duca d'Angiò e il re di Spagna Filippo V, assistettero alla Messa di Natale nel 1700.
Tra i benefattori e visitatori dell'antica cattedrale:
- L'imperatore Carlomagno
- Il re Enrico II d'Inghilterra
- Il re Luigi VII di Francia
- Il re Luigi IX di Francia
- Il re Filippo III di Francia

Tra i benefattori e visitatori della cattedrale attuale:
- Il re Luigi XI di Francia
- Il re Luigi XIII di Francia
- Il re Luigi XIV di Francia
- Il re Filippo V di Spagna
- L'imperatore Napoleone Bonaparte
- L'imperatore Napoleone III

## Gallerie fotografica di oggetti classificati

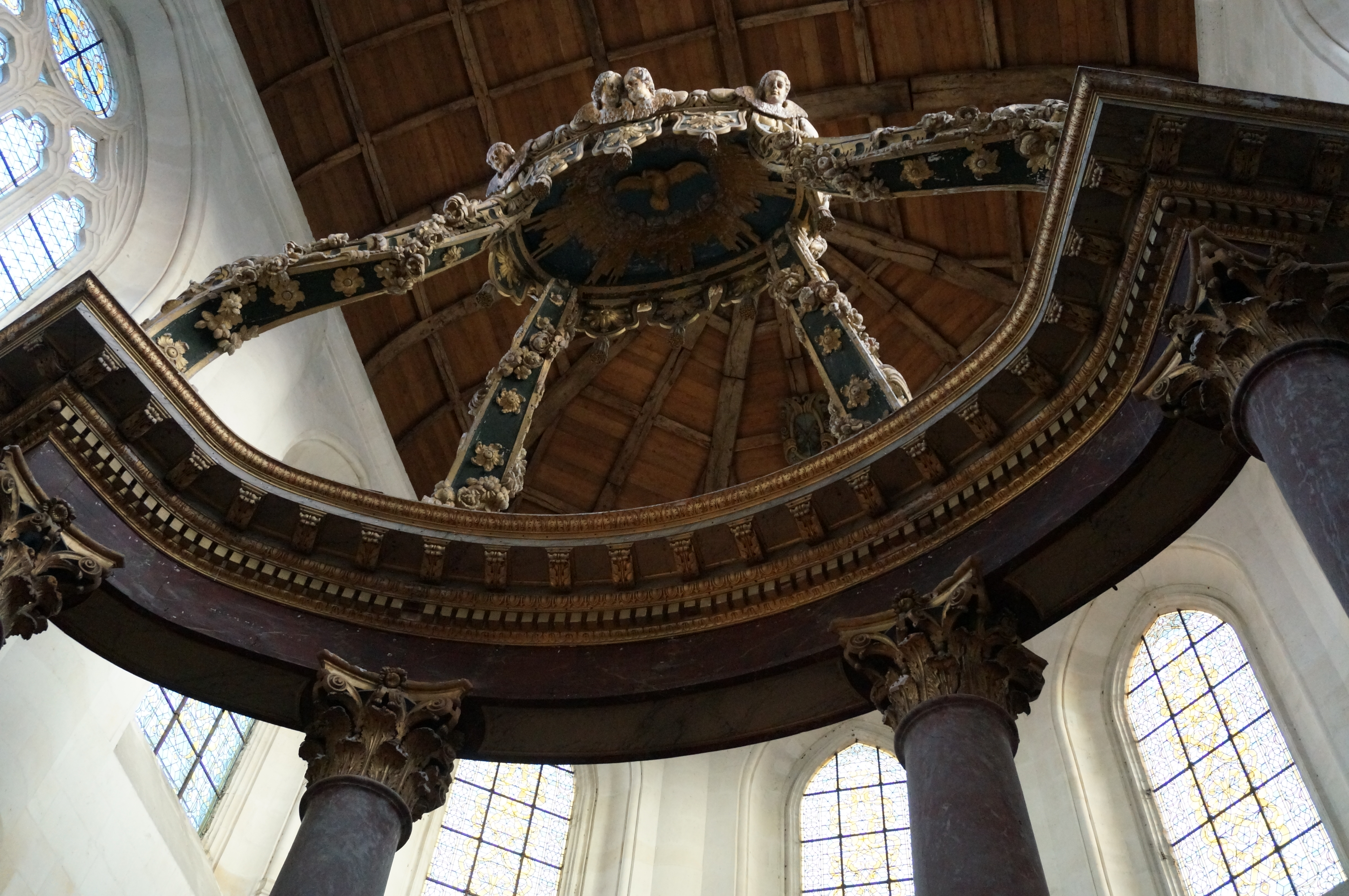
Baldacchino dell'altare maggiore.
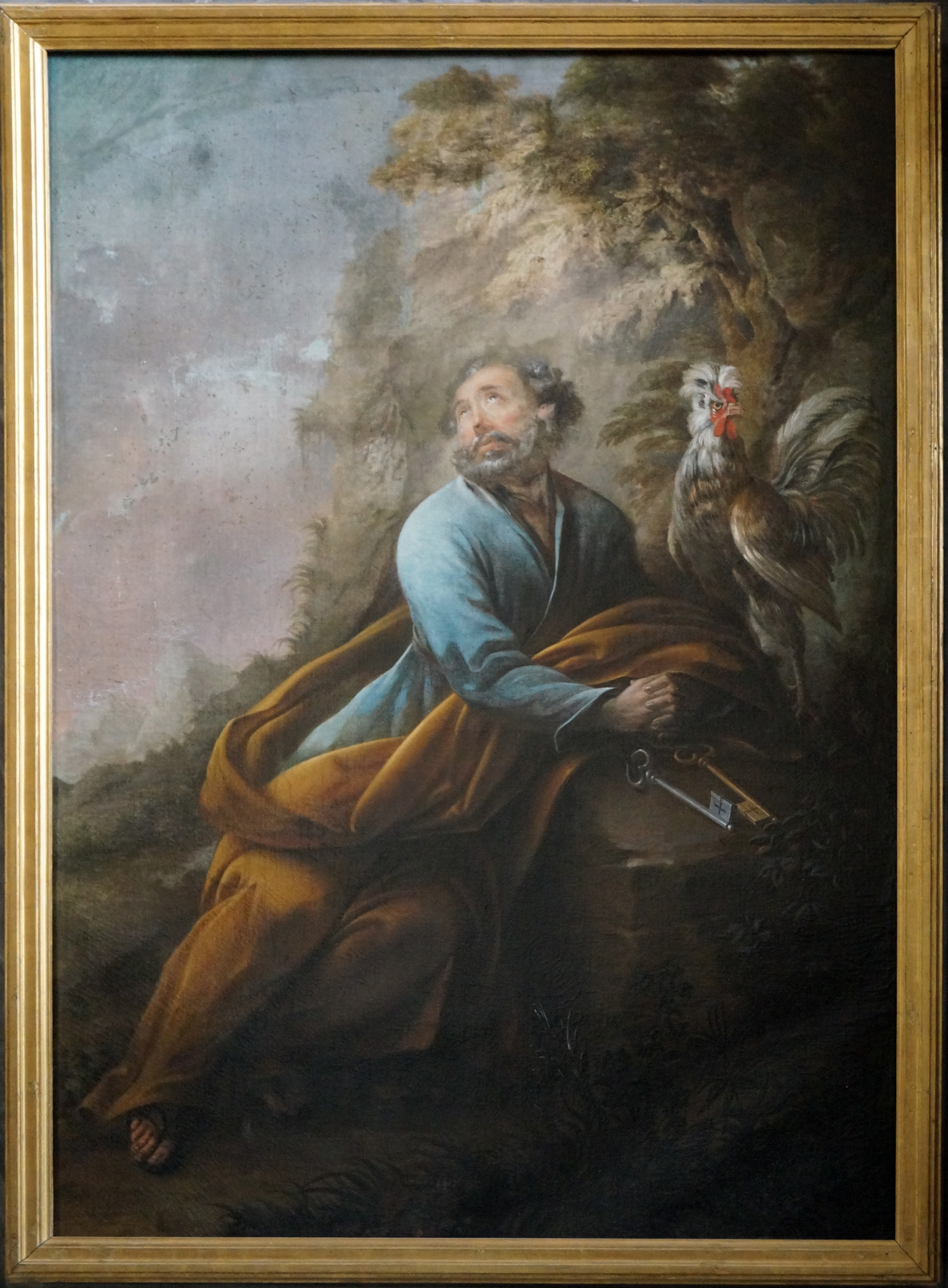
San Pietro e il gallo
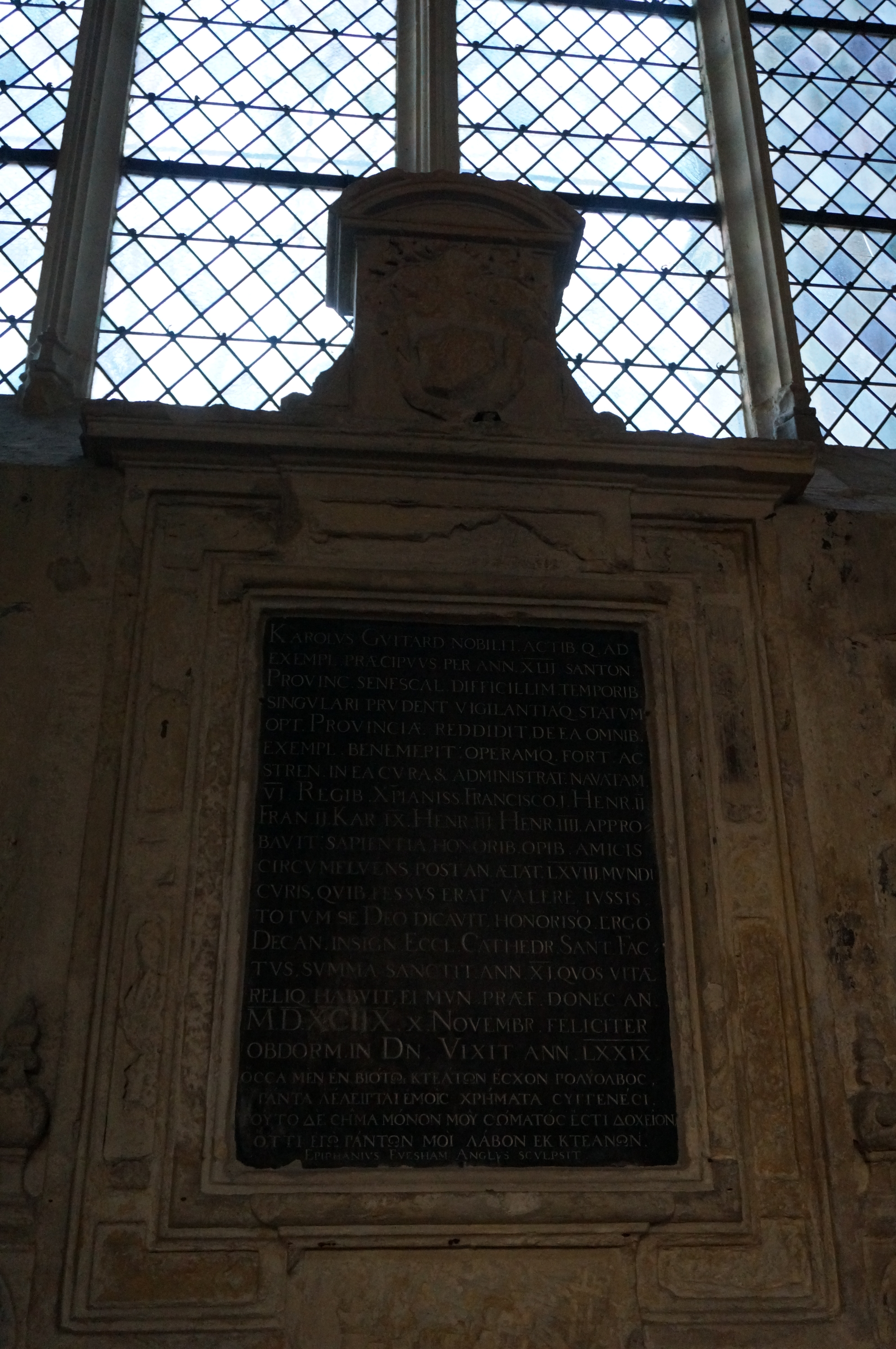
Dedica a Guitard del XVIe secolo.
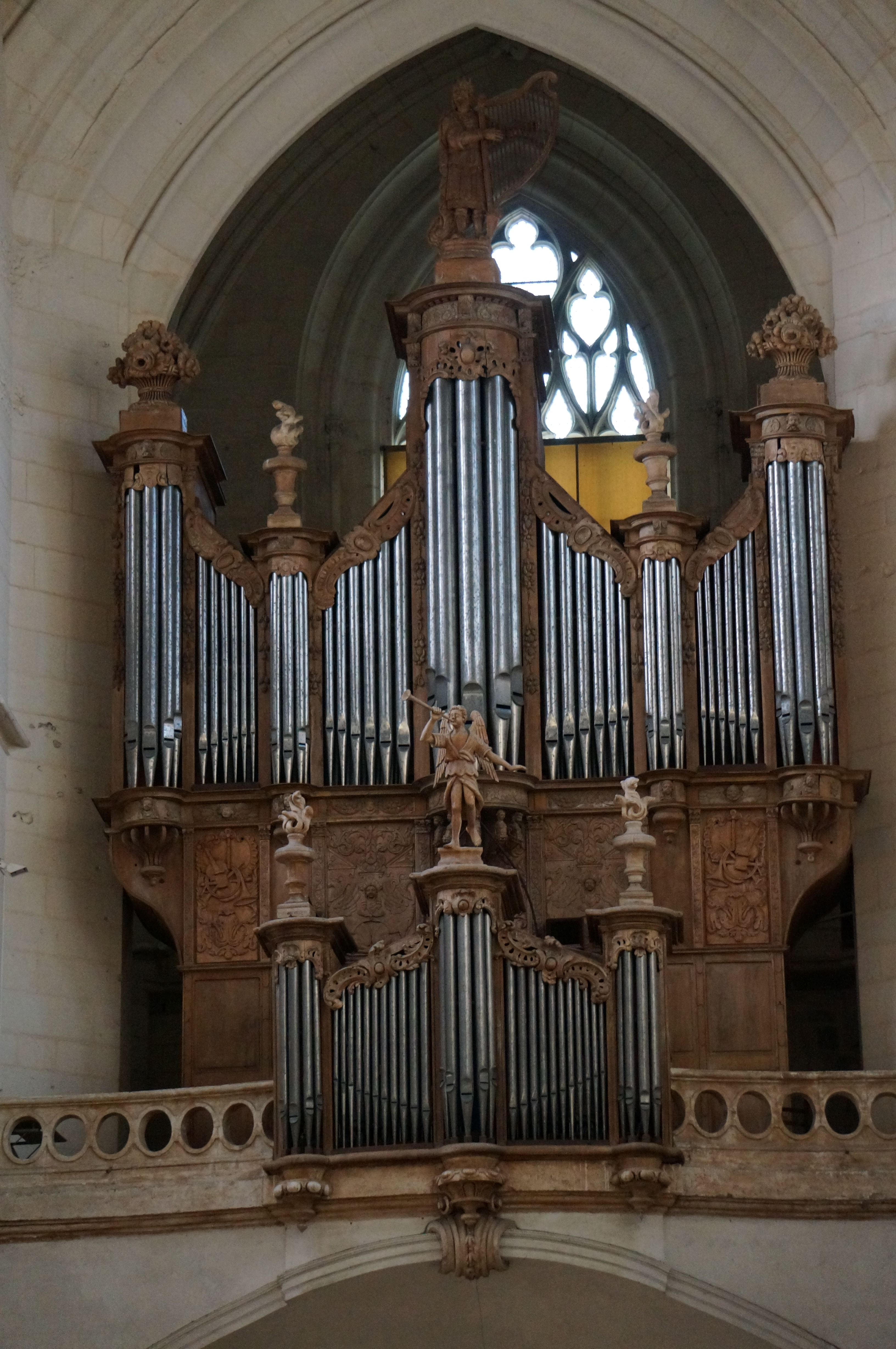
Organi di tribuna.
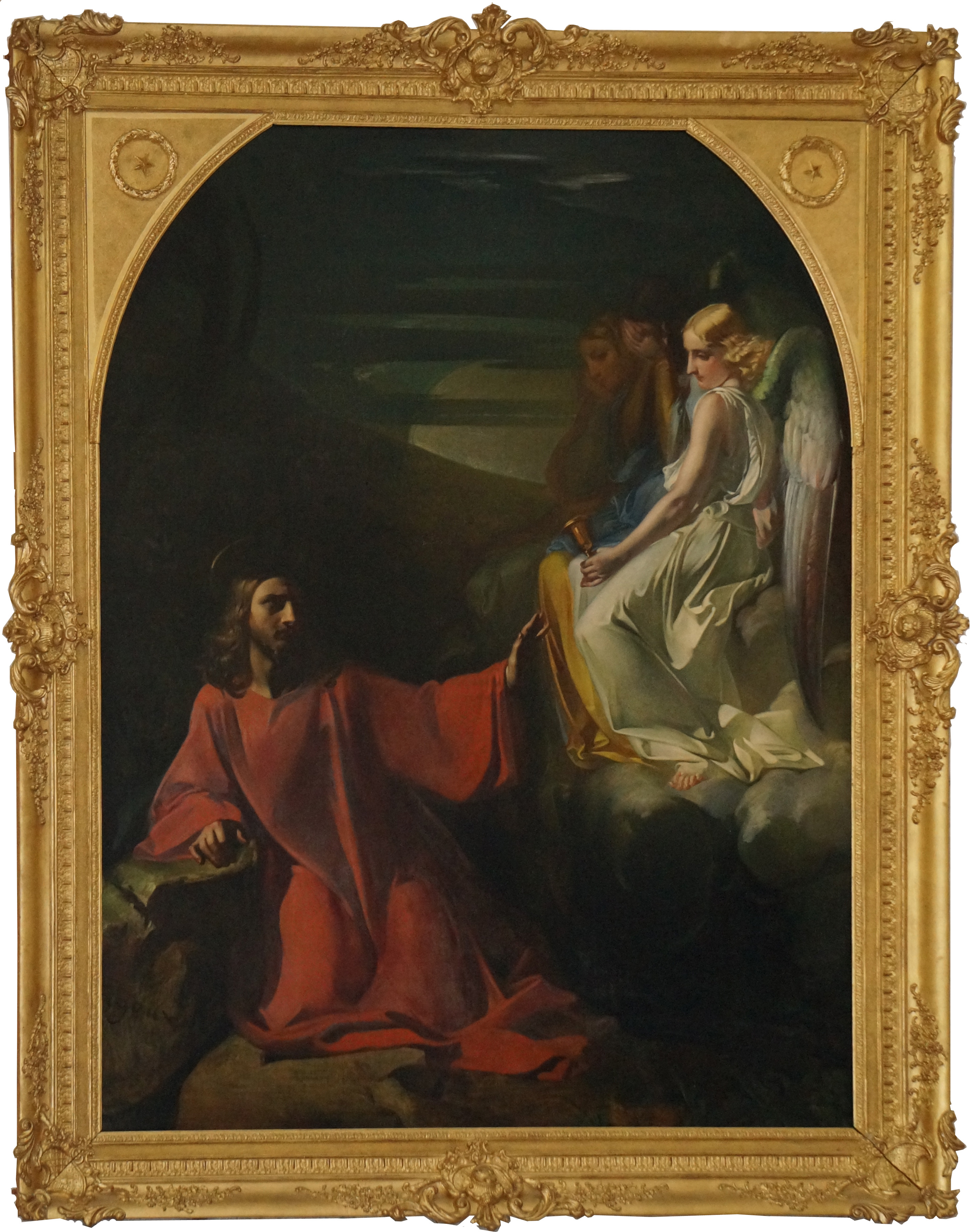
Gesù nel giardino degli olivi.
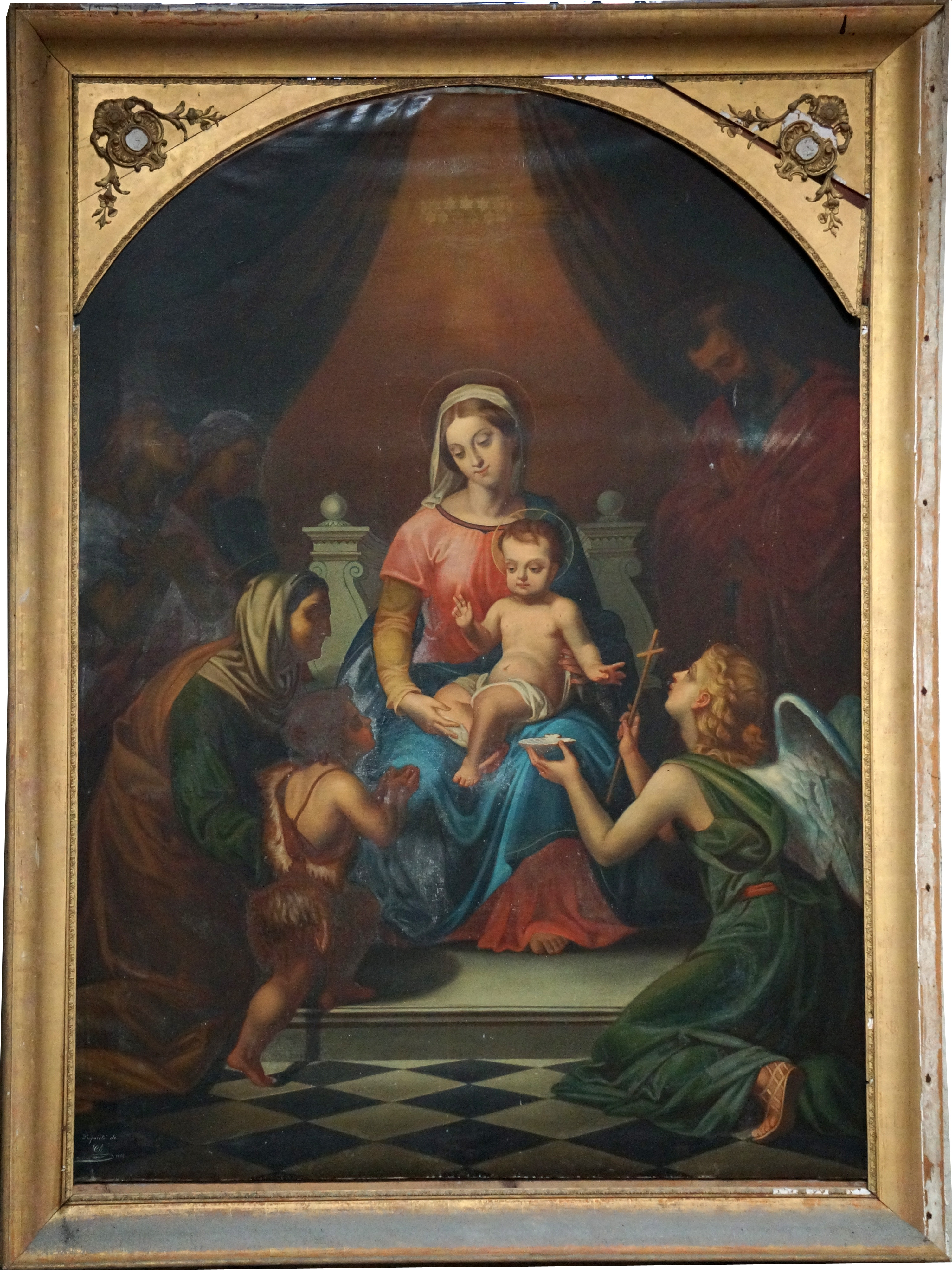
La sacra famiglia, dipinto del XIX secolo.
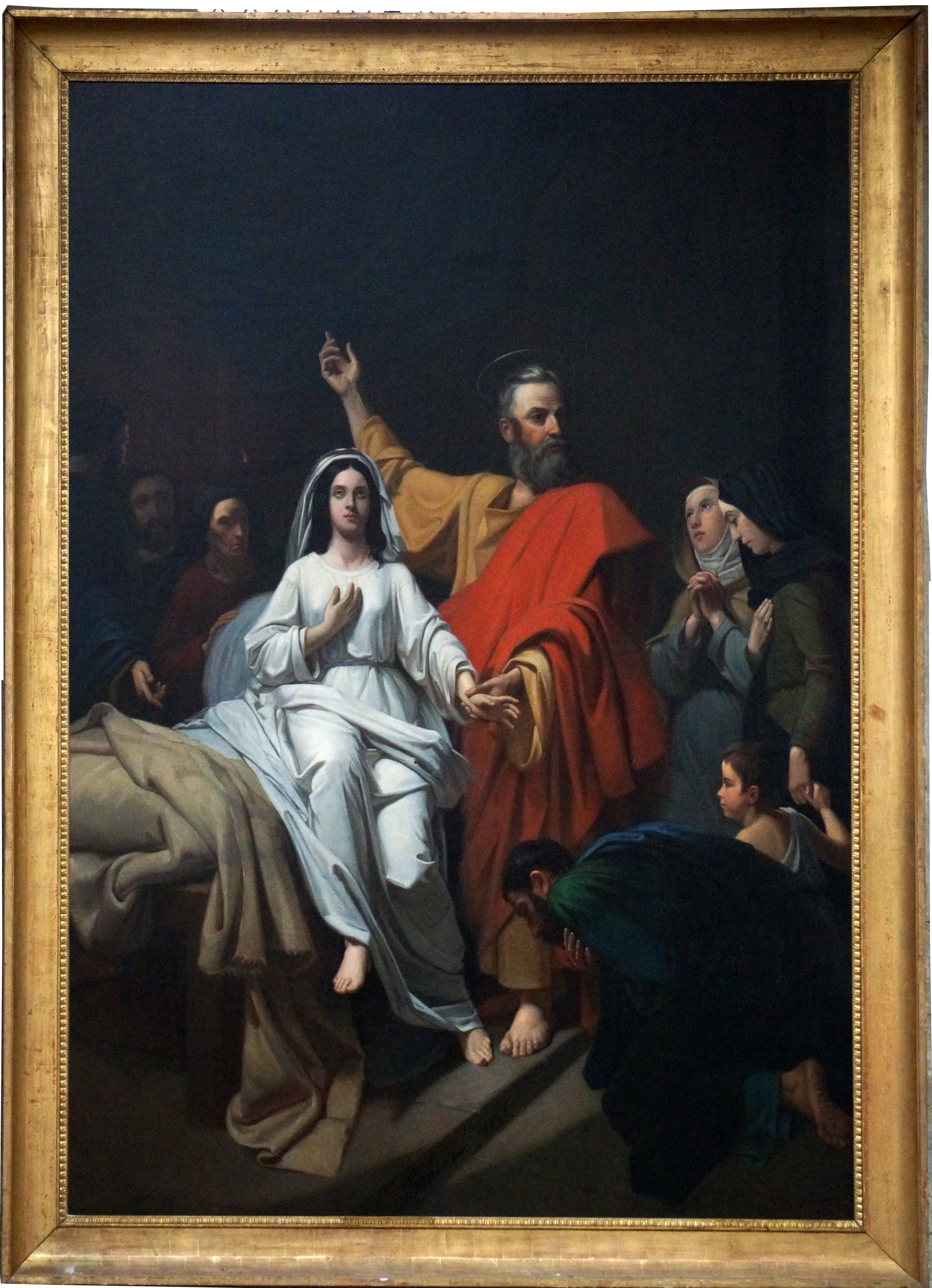
La resurrezione di Tabias da parte di San Pietro, dipinto del XIX secolo.